# Chedly Zouiten
 (juillet 2024).
Si vous disposez d'ouvrages ou d'articles de référence ou si vous connaissez des sites web de qualité traitant du thème abordé ici, merci de compléter l'article en donnant les références utiles à sa vérifiabilité et en les liant à la section « Notes et références ».
Chedly Zouiten, né le 11 novembre 1901 à Monastir et mort le 1er août 1963, est un homme qui occupe une place prépondérante dans l'histoire de l'Espérance sportive de Tunis (EST) et du football tunisien en général.

## Biographie

### Enfance et formation
Chedly Zouiten naît le 11 novembre 1901 à Monastir.

### Carrière
Premier chirurgien-dentiste tunisien, profession qu'il exerce à titre libéral dans son cabinet de Tunis, il entre à l'EST en 1922 en tant que joueur puis en tant que président durant plus de quarante ans.
Chedly Zouiten donne à l'EST ses couleurs actuelles (sang et or) en 1924. En 1942, il lui donne sa dénomination actuelle. Sous son impulsion, le club s'implique davantage dans la lutte pour l'indépendance de la Tunisie et ainsi s'identifie encore davantage aux couches populaires de la société tunisienne d'où l'EST tire encore aujourd'hui sa popularité.
Ses compétences lui valent d'assumer plusieurs fonctions au même moment — EST, Ligue de Tunisie de football, Confédération africaine de football, Croissant-Rouge, Comité national olympique tunisien — et lui permettent de gérer l'EST avec fermeté. À l'âge de 23 ans, il brigue un premier puis un second mandat de président en 1930.
Il occupe cette fonction sans discontinuité jusqu'à sa mort. Le 1er août 1963, il est tué dans un accident de la route survenu sur le GP1 près de Bir Bouregba alors qu'il rentre de Monastir.

## Vie privée
Fils du juriste Youssef Zouiten et d'Aïcha Bourguiba, il est le frère de Smaïn Zouiten, juriste, ancien caïd de Tunis et premier directeur de la sûreté nationale à l'indépendance, et d'Ahmed Zouiten, autre personnalité du football tunisien.
Il donne naissance à une fille, Neïla, qui se mariera avec Habib Bourguiba Jr., fils du président de la République tunisienne Habib Bourguiba.

## Hommages
De nos jours, un stade de Tunis porte son nom.